# Javier Hernández Gutiérrez
Javier Nicolás Hernández Gutiérrez (1 de agosto de 1961), conocido como el Chicharito, es un exfutbolista y entrenador de fútbol mexicano, padre de Javier Hernández Balcázar, alias el Chicharroncito.

## Trayectoria

### Tecos de la UAG
Vistió la camiseta del Jaguares Colima y debutó profesionalmente con los Tecos de la UAG, en el club tapatío se destacó por su habilidad y además carisma, características que lo llevaron a ser seleccionado nacional.

### Puebla Fútbol Club
En 1989 es transferido al Puebla, donde consigue ser Campeón de Copa y de Liga en la Temporada 1989-90, en lo que ha sido el mejor equipo en la historia de la franja.

### Regreso a Tecos de la UAG y Morelia
Posteriormente vistió la playeras del Tecos de la UAG (Campeón de Liga 93-94) y de Morelia durante la parte final de su carrera.

### Clubes
| Club                | País                | Año         | Partidos | Goles | Media |
| ------------------- | ------------------- | ----------- | -------- | ----- | ----- |
| Tecos de la UAG     | México              | 1981 - 1989 | 226      | 56    | 0.2   |
| Puebla Fútbol Club  | México              | 1989 - 1991 | 81       | 9     | 0.2   |
| Atlas Fc            | México              | 1991- 1995  | 20       | 2     | 0.1   |
| Monarcas Morelia    | México              | 1995 - 1999 | 102      | 1     | 0.01  |
| Total en su carrera | Total en su carrera | 1981 - 1999 | 430      | 68    | 0.16  |

## Selección nacional

### Selección absoluta
| Club               | País   | PJ | Goles | Periodo     |
| ------------------ | ------ | -- | ----- | ----------- |
| Selección Mexicana | México | 14 | 3     | 1983 - 1994 |

### Participaciones en Copas del Mundo
Formó parte de la selección de fútbol de México que participó en la Copa Mundial de Fútbol de 1986, aunque no disputó minuto alguno. Fue parte de la generación de jugadores que no pudieron participar en la Copa Mundial de Fútbol de 1990 por el escándalo conocido como los cachirules.
| Mundial                        | Sede   | Resultado        |
| ------------------------------ | ------ | ---------------- |
| Copa Mundial de Fútbol de 1986 | México | Cuartos de final |